# Passer gongonensis
Passer gongonensis là một loài chim được tìm thấy ở các vùng đất thấp đông trung bộ châu Phi. Nó có thân dài 18 xentimét (7,1 in) và cân nặng 42 gam (1,5 oz), Nó là loài lớn nhất trong họ Passeridae. Loài này thường được xem là một phân loài của sẻ đầu xám.